# اگویدی
اگویدی (به لاتین: Aguidi) یک منطقهٔ مسکونی در بنین است که در استان پلاتئو واقع شده‌است.

## خصوصیات
اگویدی ۱۲٬۷۳۹ نفر جمعیت دارد.